# Знущання Ахілла над мертвим Гектором, гідрія
 Знущання Ахілла над тілом мертвого Гектора, гідрія  — керамічна ваза зі сценою з опису Троянської війни, котру зберігає музей Ермітаж.

## Опис твору
До добре збережених керамічних виробів Стародавньої Греції належить гідрія зі збірок Ермітажу. Гідрія — (грец. Υδρία), також Кальпіда (лат. Kalpis) — давньогрецька посудина з трьома ручками, дві з яких менші за третю, приставлені горизонтально з обох сторін корпусу посудини і служили для того, аби притримувати посудину під час перенесення на голові. Третя, довга ручка, прикріплена вертикально до шийки гідрії, допомагала нахиляти посудину, виливаючи з неї воду.
Ермітажна гідрія вирізнялась від решти тим, що мала художньо вартісний розпис. Останній — сцена з опису Троянської війни, коли закінчився двобій між Гектором та Ахіллом. Перебуваючи у захваті від перемоги, Ахілл наважився знущатися вже над мертвим тілом ворога і, прив'язавши труп Гектора до колісниці, прилюдно таскав його по-під фортечними мурами міста Трої, рідного для троянця .
Вазописець добре відтворив швидкі рухи Ахілла, що нестримно волав насолодитися перемогою і уславити себе як героя війни. За припущеннями, сцена знущання Ахіллаа над мертвим Гектором перенесена невідомим вазописцем з якоїсь картини або монументального твору . Грецьких вазописців мало турбувала та обставина, що опуклі боки ваз не надають добрих умов для зручного відтворення сцен. Звідси погано розглянути голови персонажів або деталі з одної точки зору. Вазу потрібно тримати в руках і повертати, що неможливо в умовах музейного збереження вартісних експонатів. Незручність опуклого бока примусила вазописця скоротити сам малюнок, тому на боці гідрії відтворено лише задні частини запряжених у колісницю коней. Вазописець не упорався і з зображенням у відведеному йому місці, тому рука Гектора та нога Ахілла вийшли за межу і перебили декоративну рамку. Водночас митець намагався проробити деталі, використавши додатково до чорної білу і бурякову фарби. Не забуті і реалістичні деталі, серед котрих заплющені очі мертвого Гектора та його відкритий рот …
В музейних збірках світу існує декілька ваз з відтворенням цього сюжету. Заслуговує уваги ваза з динамічним малюнком, де переможець Ахілл жене коней і тягне тіло мертвого Гектора навколо стін Трої, наче продовження історії на ермітажній вазі.

## Провенас
Зберігалась у колекції антиквара Пиццаті, 1834 року перейшла до музейних збірок Ермітажу.